# Sirokay Zsuzsanna
Sirokay Zsuzsanna (Ungvár, 1941. március 28. –) magyar zongoraművész. 1968 óta Svájcban él, 1983 óta a magyar mellett svájci állampolgár is.

## Életútja és munkája
Miután családja elmenekült a háború elől szülővárosából, gyermekkorát az alföldi Gyomán töltötte. Kilencéves korától 17 éves koráig a debreceni konzervatóriumba járt. Utána Budapestre költözött, és a Liszt Ferenc Zeneművészeti Főiskolát kezdte meg zongora tanszakon, ahol többek között Solymos Péter tanítványa volt. A diplomát 1963-ban kitüntetéssel szerezte meg.
Kurtág Györgynél folytatott tanulmányai mellett Alfred Brendel, Paul Badura-Skoda, Jörg Demus és Anda Géza mesterkurzusain is részt vett.
Zenekari debütálása 1965-ben volt Schumann a-moll zongoraversenyével a Magyar Állami Hangversenyzenekar közreműködésével, Ferencsik János vezényletével. Szintén ezzel a zenekarral, Breitner Tamás dirigálásával készült első lemeze a Hungaroton kiadásában, amelyen két Mozart-zongoraverseny (A-dúr, K. 488. és C-dúr, K. 415.) szólistája.
Pályafutása során olyan karmesterekkel dolgozott együtt, mint Kertész István, Charles Dutoit, Végh Sándor, Armin Jordan, Peskó Zoltán, Gerd Albrecht, Sulyok Tamás és Marie-Jeanne Dufour, valamint olyan zenekarokkal, mint a BBC Scottish Symphony, a Bamberger Symphoniker, a Paul Sacher által alapított Collegium Musicum Zürich és a Südwestdeutsche Philharmonie.
Rendszeresen fellépett kamarazenei koncerteken olyan művészekkel, mint Peter-Lukas Graf, Nicolas Chumachenco, H. R. Stalder, Brenton Langbein és Hansheinz Schneeberger, valamint olyan együttesekkel, mint a Kammermusiker Zürich a Tátrai Quartet, a Bartók Quartet, a Neues Zürcher Quartett és a Carmina Quartet. Ez az együttműködés különböző lemezfelvételeket is eredményezett, főként a svájci Claves és Jecklin klasszikus zenei kiadóknál.
Olyan fesztiválokon és mesterkurzusokon vett részt, mint a Cheltenham Music Festival, a Wexford Festival Opera és az Assisiben megrendezett Academia Musicae Pro Mundo Uno. Végh Sándor meghívására közreműködött a cornwalli IMS Prussia Cove-ban.
Koncertkörútjai Magyarországra és Svájcba, valamint számos európai országba (Anglia, Németország, Írország, Hollandia, Svédország, Ausztria, Olaszország, Csehszlovákia, Lengyelország, Szovjetunió, Spanyolország) vitték. Rádiófelvételeket készített a Svájci Rádiónak (Basel, Bern, Lausanne, Lugano, Zürich), valamint a berlini, budapesti, glasgow-i, kölni, londoni, stuttgarti és bécsi műsorszolgáltatóknak.
Tanított a Freiburg in Breisgau-i Főiskolán, számos mesterkurzust tartott (Ticino Musica / Ascona, Musica Riva / Riva del Garda, Academia Musicae Pro Mundo Uno / Assisi), valamint állami zenei szakértő volt a zürichi konzervatóriumban és a Musikhochschule Zürichben, a Winterthuri Konzervatóriumban, továbbá zsűritag volt a Glasgow-i Skót Nemzetközi Zongoraversenyen (1989 és 1995).
A kezében kialakuló „pattanó ujj” szindróma miatt többszöri operációra volt szükség. ezért a 2000-es évek elején kénytelen volt az aktív koncertezéstől visszavonulni.

## Díjak és kitüntetések
- A luzerni Clara Haskil Nemzetközi Zongoraverseny döntőse 1967-ben és 1969-ben.
- A bécsi és a leedsi Nemzetközi Zongoraverseny díjazottja.

## Felvételek
- Wolfgang Amadeus Mozart: A-dúr (KV 488) és C-dúr (KV 415) zongoraversenyek. Hungaroton
- Bartók Béla: Klavierwerke (4 Klagelieder, Allegro barbaro, Suite op. 14 u. a.). Jecklin
- Norbert Burgmüller, Niels Wilhelm Gade, Charles Villiers Stanford: Romantische Klarinettenmusik. Jecklin (Lux Brahnnal együtt)
- Franz Danzi, Alois Beerhalter: Musik aus der Blütezeit des Bassetthorns. Jecklin. (Hans Rudolf Stalderrel együtt)
- Friedrich Kuhlau, Ferdinand Ries, Carl Czerny, Bernhard Molique: The Virtuoso Flute. Jecklin. (Peter-Lukas Graf-fal együtt)
- François-Adrien Boieldieu, Ernesto Cavallini, Amilcare Ponchielli, Gioachino Rossini és mások: Virtuose Klarinettenmusik der Romantik II. Jecklin. (Hans Rudolf Stalderrel és Heinz Hoferrel együtt)
- Johannes Brahms: Sonaten op. 120 f-Moll und Es-Dur. Angelicum. (Tószeghi Andrással együtt)
- Friedrich Kuhlau: 2 Sonaten a-Moll op. 85 und es-Moll op. 64. Claves. (Peter-Lukas Grafdal együtt)

## Forrás
- https://zsuzsannasirokay.com/hu/eletrajz/